# Musée de la chemiserie et de l'élégance masculine
Vous lisez un « bon article » labellisé en 2024.
Le musée de la chemiserie et de l'élégance masculine est un musée d'ethnologie, d'histoire, de technique et d'industrie ouvert au public en 1993 et situé à Argenton-sur-Creuse en France. Il a été créé pour conserver la mémoire de l'industrie textile qui a constitué l'un des principaux secteurs d'emplois dans le Berry entre 1860 et la fin du XXe siècle et qui fournissait en vêtements de nombreuses grandes marques de mode masculine. Le musée présente aussi le domaine de l'habillement masculin et son évolution depuis le Moyen Âge jusqu'à nos jours.

## Histoire
Depuis les années 1970, l'intérêt croissant pour la préservation de la mémoire des activités humaines voit émerger, aux côtés de la notion de patrimoine industriel, celle du patrimoine culturel immatériel. Les années 1980 voient la popularisation de cette notion de patrimoine, jusque là peu utilisée. Au début des années 1980, Jean-René Gravereaux, ancien industriel à la retraite, et son épouse Solange, font le constat que l'industrie textile du Berry, florissante depuis un siècle, est sur le déclin et risque de disparaître sans laisser de traces. Ils indiquent que leur démarche a été motivée également par une réaction au mépris, selon eux, dont ce domaine faisait l'objet, à la rareté des publications qu'ils trouvaient à l'époque consacrées à ce domaine, à l'absence d'archives industrielles à l'échelle nationale et à la destruction, fréquente d’après eux, des archives conservées par les entreprises lorsqu'elles ferment, notamment celles du groupe Boussac à sa disparition. Solange Gravereaux s'intéresse au travail accompli peu de temps auparavant pour la création de l'écomusée du Creusot-Montceau, novateur pour son époque puisqu'il s'intéresse à un territoire à l'activité principalement industrielle. Le concept d'écomusée est alors une idée neuve : il s'agit de conserver non pas seulement des lieux et des objets, mais aussi la mémoire d'activités et de modes de vie, et de resituer une population humaine dans son milieu, dans une approche ethnographique ; c'est aussi en 1980 que le Ministère de la culture crée une Mission du patrimoine ethnologique.
Solange et Jean-René Graveraux conçoivent alors l'idée d'un musée ou d'un écomusée consacré à la chemiserie-lingerie. Ils fondent en 1981 l’association des Amis du musée de la chemiserie-lingerie (AMICL), une association destinée à préserver la mémoire de l'industrie textile de la chemiserie qui a prospéré à Argenton-sur-Creuse et plus généralement dans le Berry au XIXe siècle et pendant une grande partie du XXe siècle,,.
L'association rassemble des soutiens : d'anciens ouvriers et ouvrières du secteur de la confection textile, mécaniciennes et mécaniciens, membres du personnel administratif et patrons d'entreprises d'Argenton et de ses environs. Puis, de 1983 à 1985, l'association entame une collecte de vêtements, de documents et d'objets destinés à constituer le fonds d'un futur musée. Ils font jouer le bouche à oreille, envoient des courriers et recueillent objets et documents auprès des ateliers voisins, dont les établissements Rousseau et les établissements Bigrat à Argenton, les établissements Bazin de Saint-Marcel et l'usine des Cent mille chemises créée par Maurice Schwob à Châteauroux. La collecte porte en premier lieu sur les machines et outils de confection, puis sur les savoir-faire, la sociabilité au travail, l'histoire des entreprises, ce qui conduit à recueillir des documents d'archive, mais aussi des témoignages oraux d'hommes et de femmes de ce domaine professionnel. L'association travaille avec plusieurs partenaires institutionnels ou associatifs : le Centre d'études techniques des industries de l'habillement (CETIH), la bibliothèque Forney, la Bibliothèque nationale de France, l'Union française des arts du costume, le musée national des Arts et Traditions populaires et le musée de la mode du Palais Galliera de Paris, ou encore la Fédération des industries de chemiserie-lingerie et les entreprises de haute couture. Le fonds est constitué de dons, puis d'achats sur des marchés aux puces, des brocantes et des ventes aux enchères.
Au fil des années et de la progression de la constitution du fonds, le concept du musée s'infléchit : entamée pour préserver du matériel industriel et des outils, la collecte s'élargit au domaine du vêtement, y compris les accessoires vestimentaires, et à la mode masculine : de là l'adjonction de la notion d'élégance masculine dans le nom du musée.
Le 1er janvier 1989, le musée est installé dans l’ancien atelier Brillaud rénové et sa gestion, jusqu'alors associative, passe sous la responsabilité de la municipalité d'Argenton-sur-Creuse. Le 21 décembre 1990, le musée prend le statut de musée contrôlé par la direction des Musées de France.
Le musée ouvre au public en 1993. En 1997, la gestion du musée est confiée à la Communauté des communes du pays d’Argenton-sur-Creuse, qui devient en 2017 la Communauté de communes Éguzon Argenton Vallée de la Creuse. Dans les années 1995-2000, la politique d'acquisition vise à poursuivre la collecte initiale, tout en s'ouvrant au vestiaire féminin (quoique de manière plus limitée).
Le désengagement de l'État envers la communauté de communes dans les années 2010 et la disparition des contrats aidés en 2019 restreignent les moyens du musée. À partir du 1er novembre 2021, le musée est mutualisé avec le musée du site archéologique d'Argentomagus avec une même directrice, Nathalie Gaillard. Cette mutualisation facilite l'organisation d'expositions et d'animations communes et un billet commun aux deux musées est dorénavant proposé pour inciter à les visiter tous les deux. Une rénovation des réserves est entamée en février 2024.

## Bâtiment

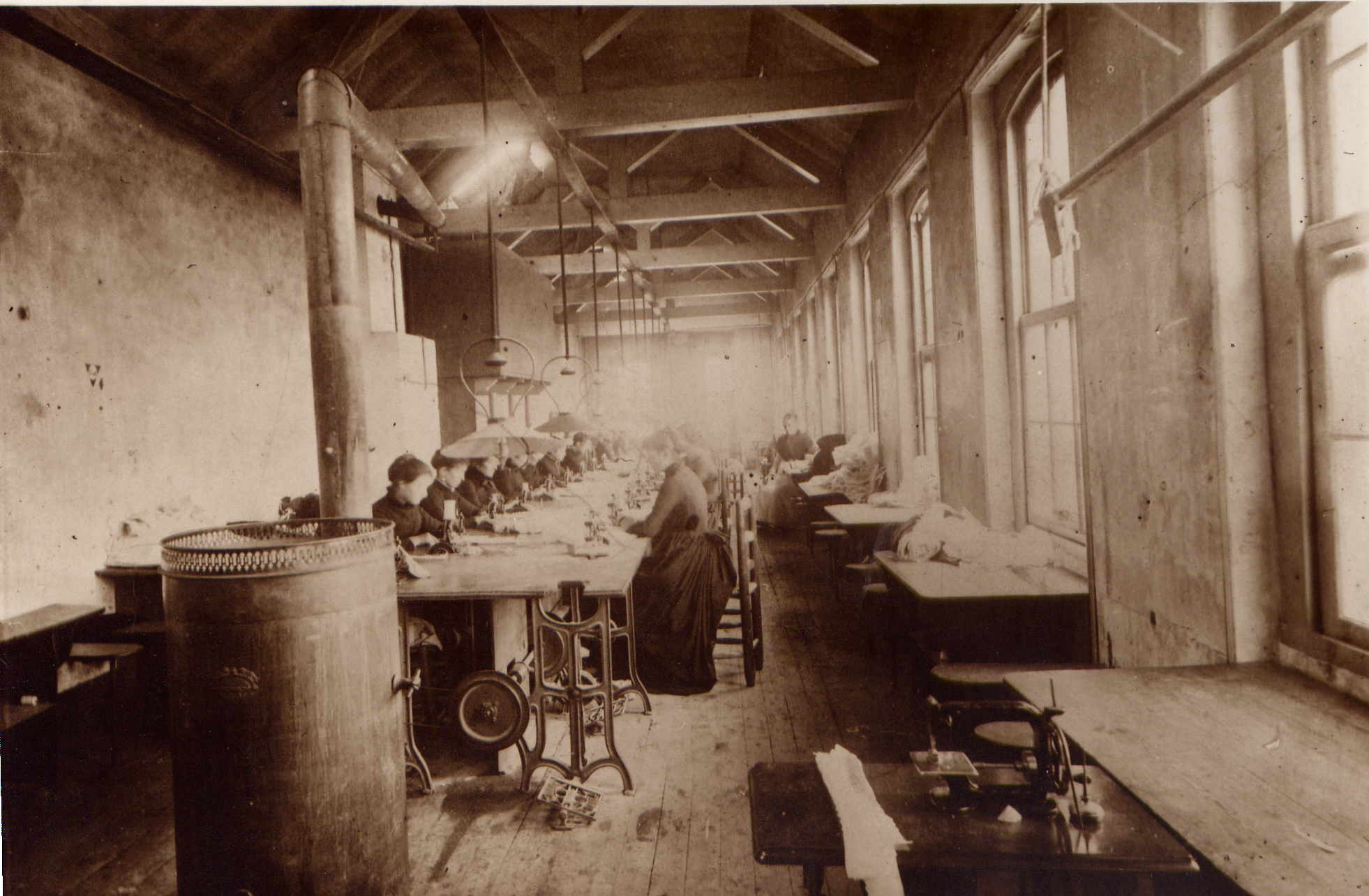
Photographie montrant l'atelier Brillaud, atelier de chemiserie, en 1888[11].
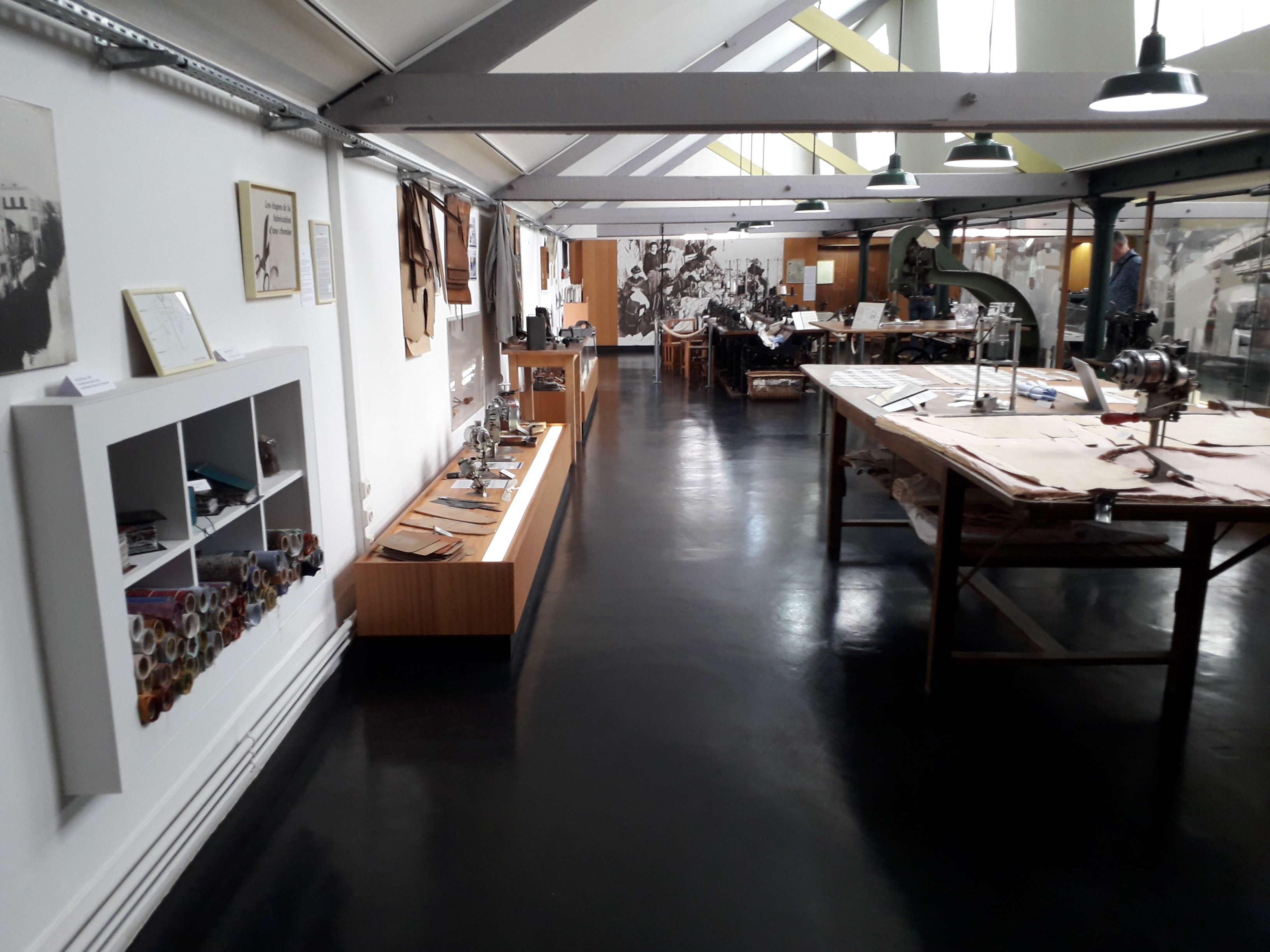
La même salle de l'ancien atelier Brillaud est devenue une salle d'exposition consacrée à la vie et au travail des chemisières, ouvrières du textile.
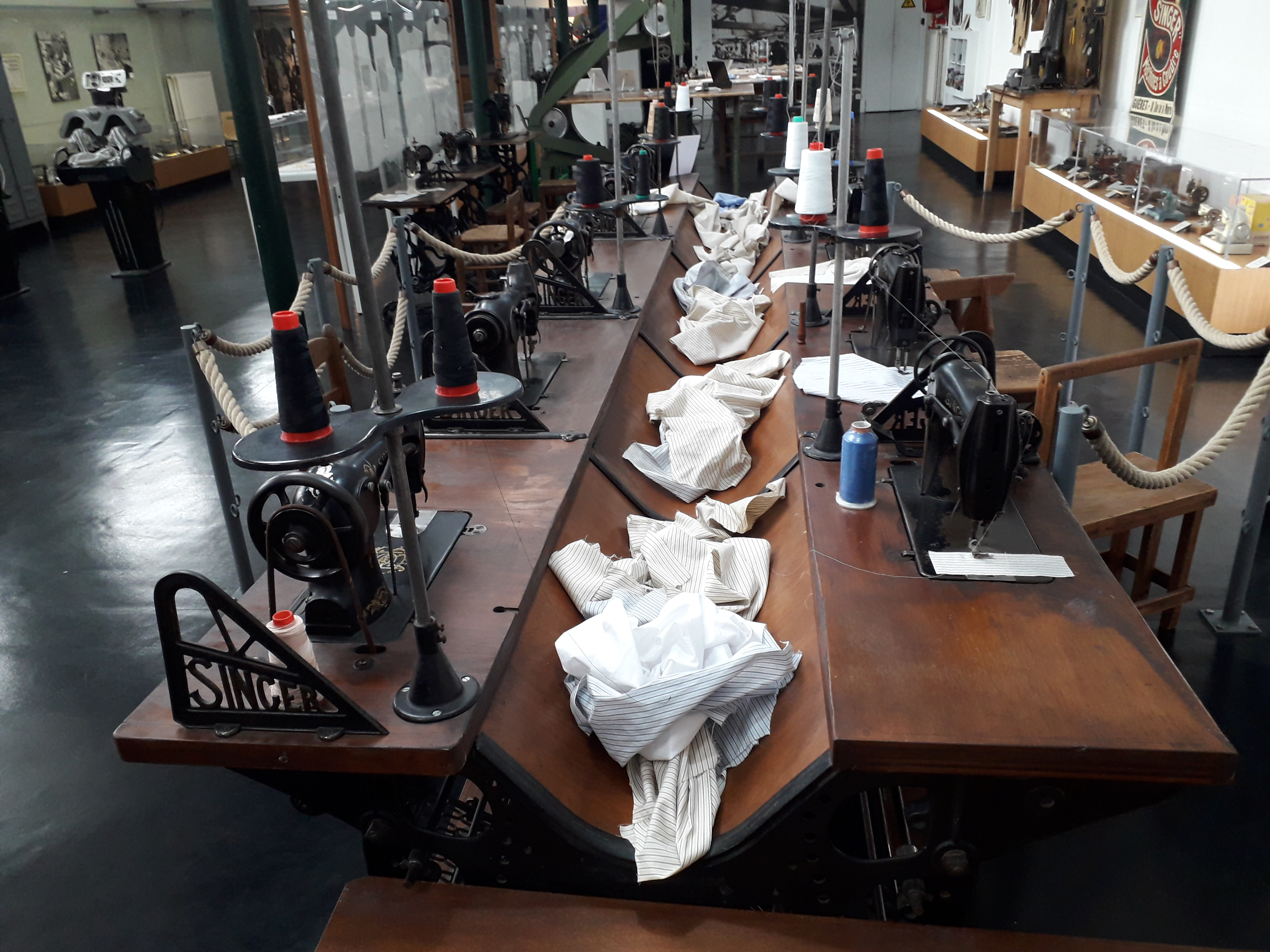
Reconstitution des postes de travail des chemisières.
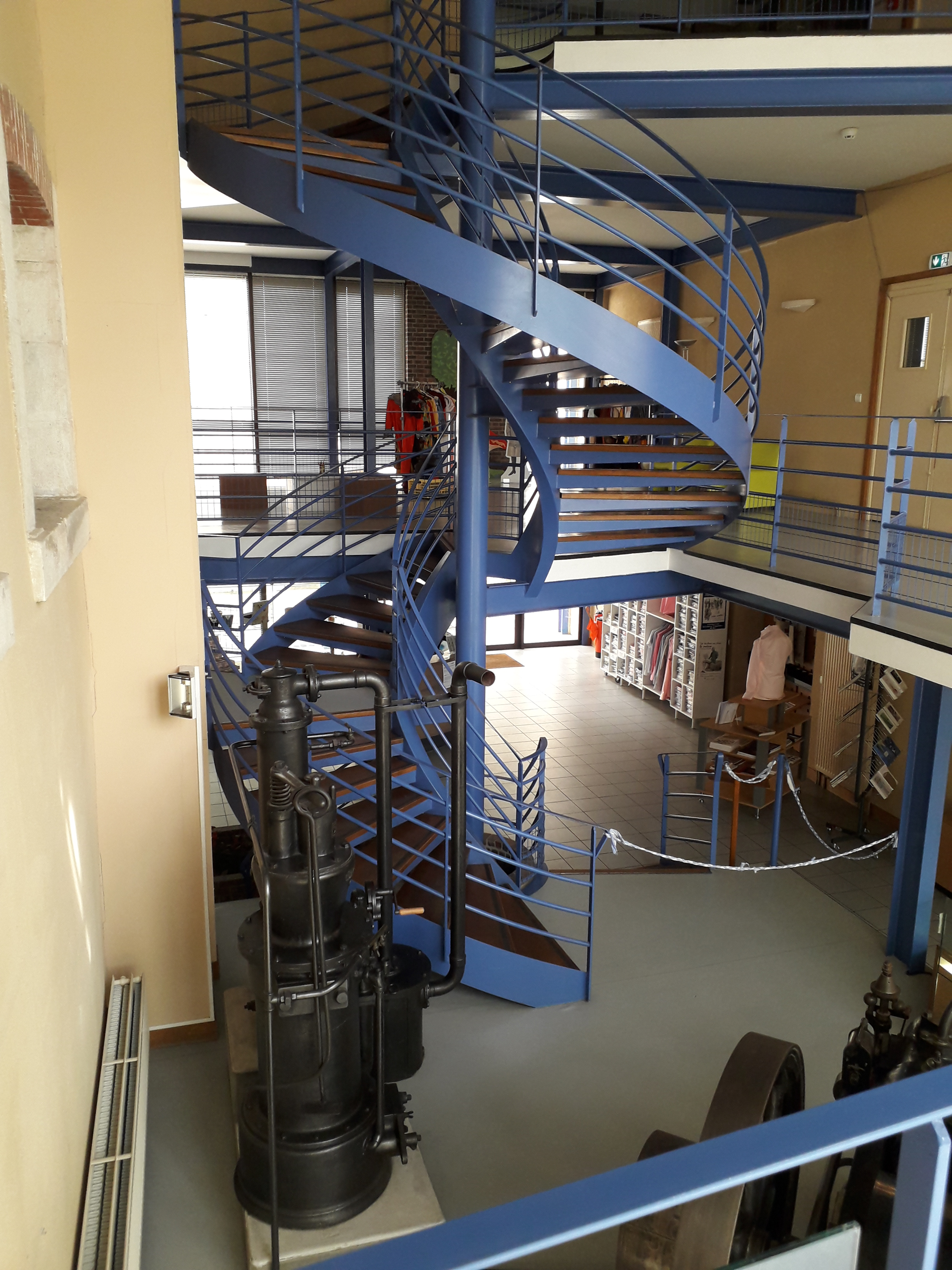
Escalier intérieur du musée en 2024.

Le musée est installé dans un grand bâtiment en forme de U doté de toits en sheds. Ce bâtiment était à l'origine une tannerie. Dans la seconde moitié du XIXe siècle, l'aile nord du bâtiment devient le tout premier atelier de lingerie mécanique ouvert par Charles Brillaud en 1860 à Argenton-sur-Creuse, où les ouvrières chemisières travaillent sur des machines à coudre. Cette innovation ouvre à l'époque une période de prospérité pour la ville, qui devient le lieu par excellence de la chemiserie de luxe en France pendant environ un siècle. L'aile sud accueille l'atelier Guiot à la même époque.
Le bâtiment est réaménagé pour accueillir le musée. Sa partie centrale, qui donne sur la Creuse et la ville haute, est entièrement rénovée et dotée de baies vitrées. L'aile nord accueille les expositions permanentes du musée, qui retracent l'histoire de la chemiserie, de ses procédés de fabrication et de ses ouvrières, tandis que l'aile sud comprend deux salles dévolues aux expositions temporaires.
En l'an 2000, le musée s'agrandit d'un jardin textile conçu par Joël Chatain et qui reprend le dessin d'un patron de devant de chemise orné de motifs rectangulaires. Il présente des plantes utilisées pour la production de fibres textiles, de teinture ou employées pour plusieurs techniques de fabrication ou pour les activités domestiques.
Un autre bâtiment, voisin du musée, appartenait également à l'atelier Brillaud. Il devient la salle Charles-Brillaud. Cette salle est à nouveau utilisée à des fins de fabrication textile en 2020, au début de la pandémie de Covid-19, dans le cadre d'un atelier citoyen de fabrication de masques en tissu destinés à être distribués gratuitement aux citadins.

## Collections

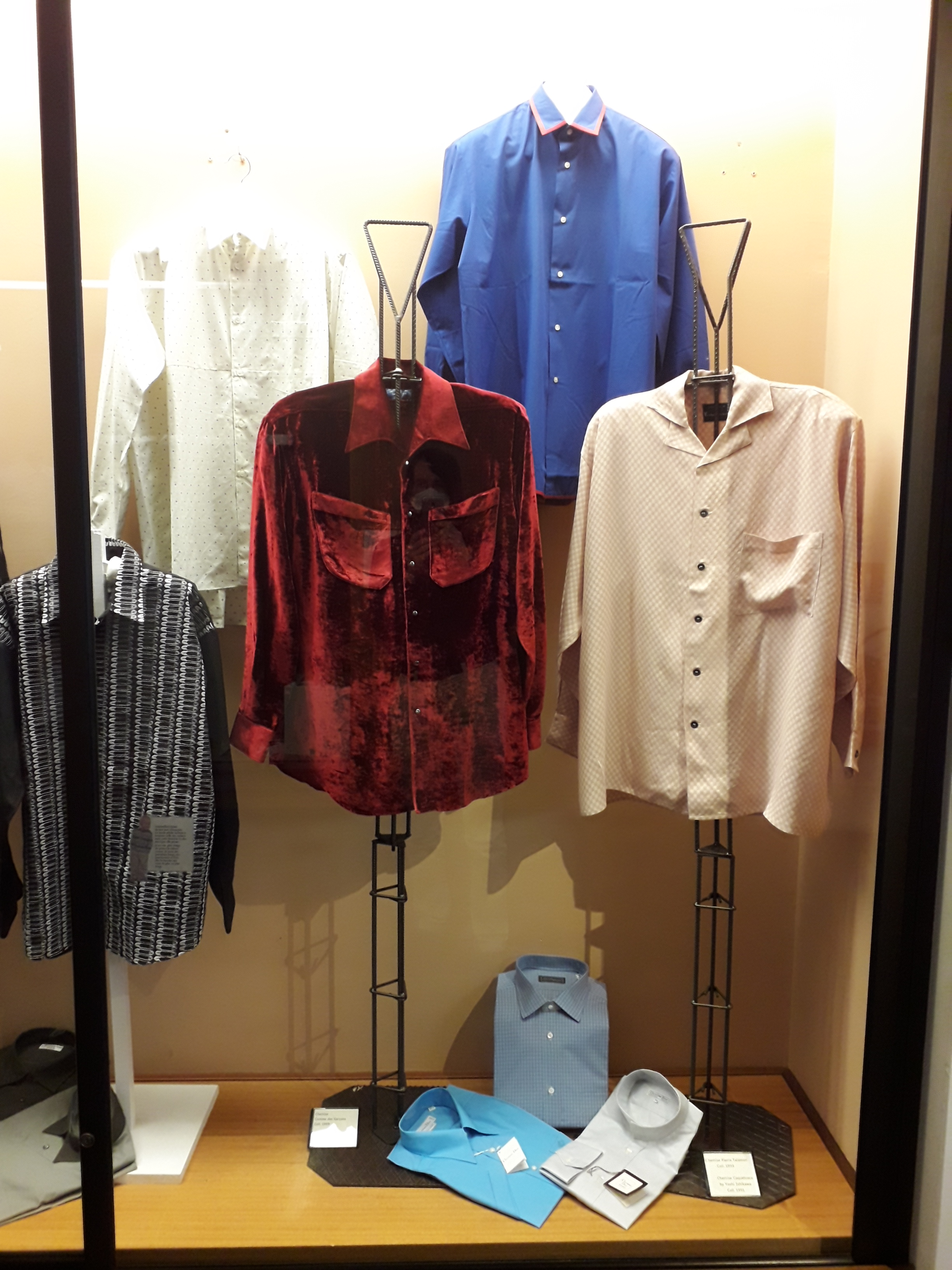
Ensemble de chemises des années 1980 à nos jours. Musée de la chemiserie.

Le musée abrite des vêtements, documents et objets qui gardent la mémoire de l'industrie textile de la chemiserie d'Argenton-sur-Creuse et de la région environnante. Il retrace la vie et le travail des chemisières, les ouvrières employées à la confection des chemises aux XIXe et XXe siècles. La salle située au deuxième étage expose des outils de couture (poinçons, règles, ciseaux de découpe, patrons…), des machines à coudre, découpeuses et fers à repasser, ainsi que des photographies et d'autres documents, qui montrent l'organisation du travail et ses changements au fil des époques, ainsi que le quotidien des ouvrières, jusqu'à la robotisation et l'automatisation de la production.
Le musée est également consacré au vêtement masculin et à l'élégance masculine en général : il s'agit du seul musée de France qui présente ce sujet dans son ensemble, des vêtements jusqu'aux accessoires variés (cravates, chapeaux, boutons de manchettes, bijoux). Les collections remontent jusqu'à la chainse, vêtement masculin médiéval ancêtre de la chemise, et déroulent l'histoire de ce type de vêtement jusqu'à nos jours. Elles comprennent des vêtements civils et militaires, des vêtements de travail jusqu'aux vêtements de luxe ou portés par des célébrités. Les procédés de fabrication, la publicité, l'évolution des goûts et des usages sont également présentés.
Le musée conserve le fonds Jean-Claude Pascal, légué par la famille de Jean-Claude Pascal, célèbre acteur des années 1950-1960 qui s'habillait chez des tailleurs de luxe et petit cousin d'un des fondateurs du musée, Jean-René Gravereaux. Le fonds est constitué de 1986 à 1988 et comprend sa garde-robe personnelle, ses costumes de scène et des documents d'archive (affiches, photographies, disques, dossiers de presse). Des vêtements d'autres célébrités comme Charlie Chaplin, Fernandel, Richard Burton, Frank Sinatra ou Johnny Hallyday figurent également dans les collections.
Le musée possède aussi de nombreuses créations en dentelles de l'artiste, enseignante et voyageuse Suzanne Pinault,.
Le musée reçoit régulièrement des dons de vêtements de la part de familles de la région. Les vêtements anciens, liés à l'histoire familiale et à l'espace intime, font l'objet du développement de liens affectifs très forts qui les changent en objets d'affection, voire en reliques dont la valeur affective est parfois sans commune mesure avec leur valeur marchande,. La tâche des conservatrices du musée consiste à décider de l'intérêt d'une patrimonialisation de ces objets issus de l'histoire intime.
Le musée reçoit fin 2018 un ensemble de 140 pièces, don du musée des Arts décoratifs de Paris par l'intermédiaire de l'Union française des arts du costume. Cet ensemble se compose de vêtements de la fin du XVIIIe siècle et du début du XIXe siècle : des costumes civils, des livrées de domestiques, des manteaux de chauffeurs et des pantalons ; beaucoup ont été portés par une famille d'Issoudun et sa domesticité au XIXe siècle. Grâce à ce don, le musée peut composer une exposition sur le thème des costumes de serviteurs qui se tient d'avril à décembre 2019.
Les collections du musée comptent environ 13 000 objets en 2019. Comme toute institution de ce type, le musée est amené à prêter certaines pièces de ses collections à d'autres musées dans le cadre d'expositions temporaires. Par exemple, en 2021-2022, le musée prête une Chemise d’homme à jabot du quatrième quart du XVIIIe siècle aux Musées d’art de Nantes le temps de leur exposition À la mode. L’art de paraître au xviiie siècle.
La numérisation des collections est réalisée progressivement. En 2020, environ 920 notices du musée sont présentes sur le site des collections numérisées des musées de la région Centre-Val de Loire.

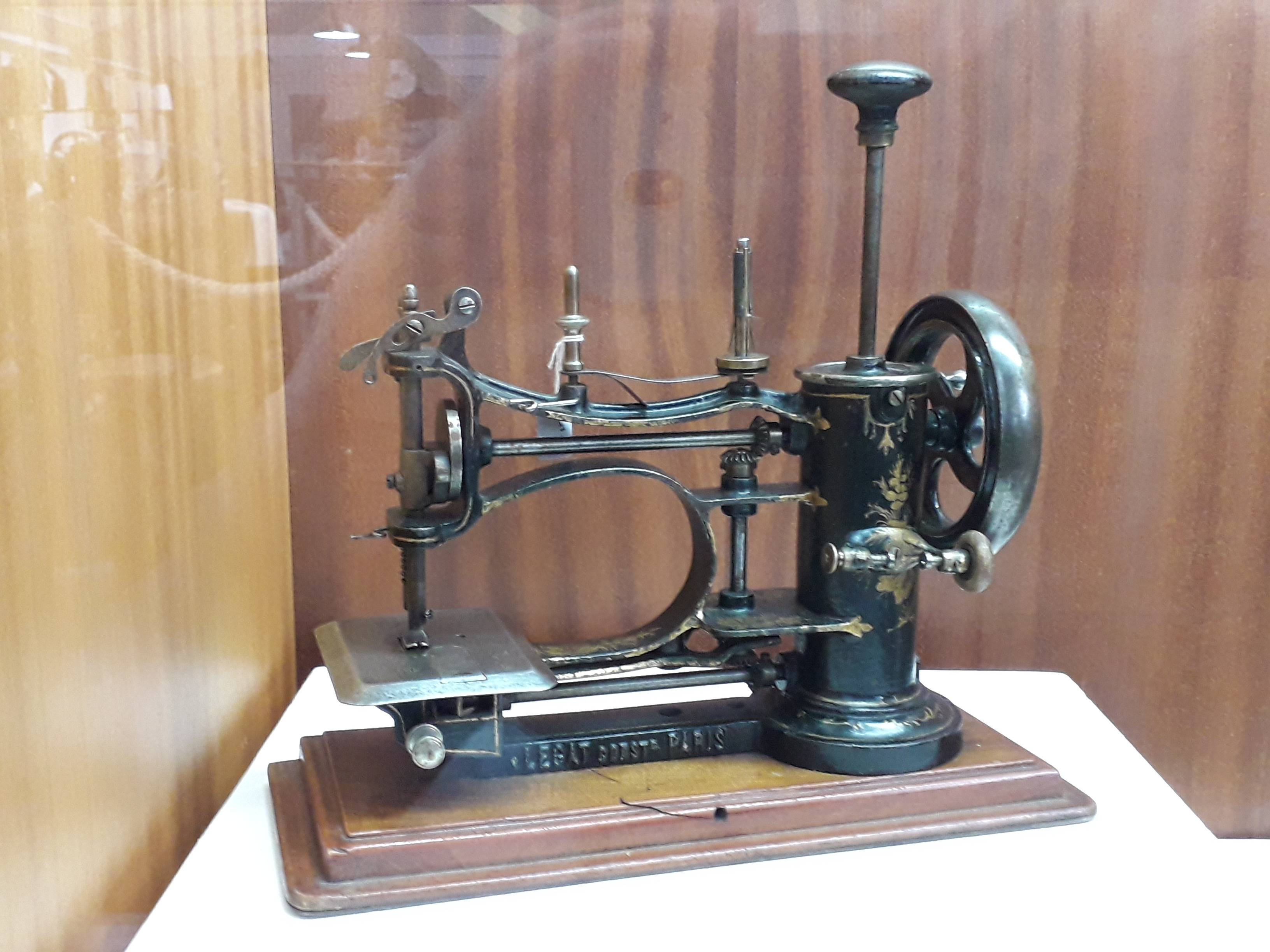
Machine à coudre Legat, France, années 1890.
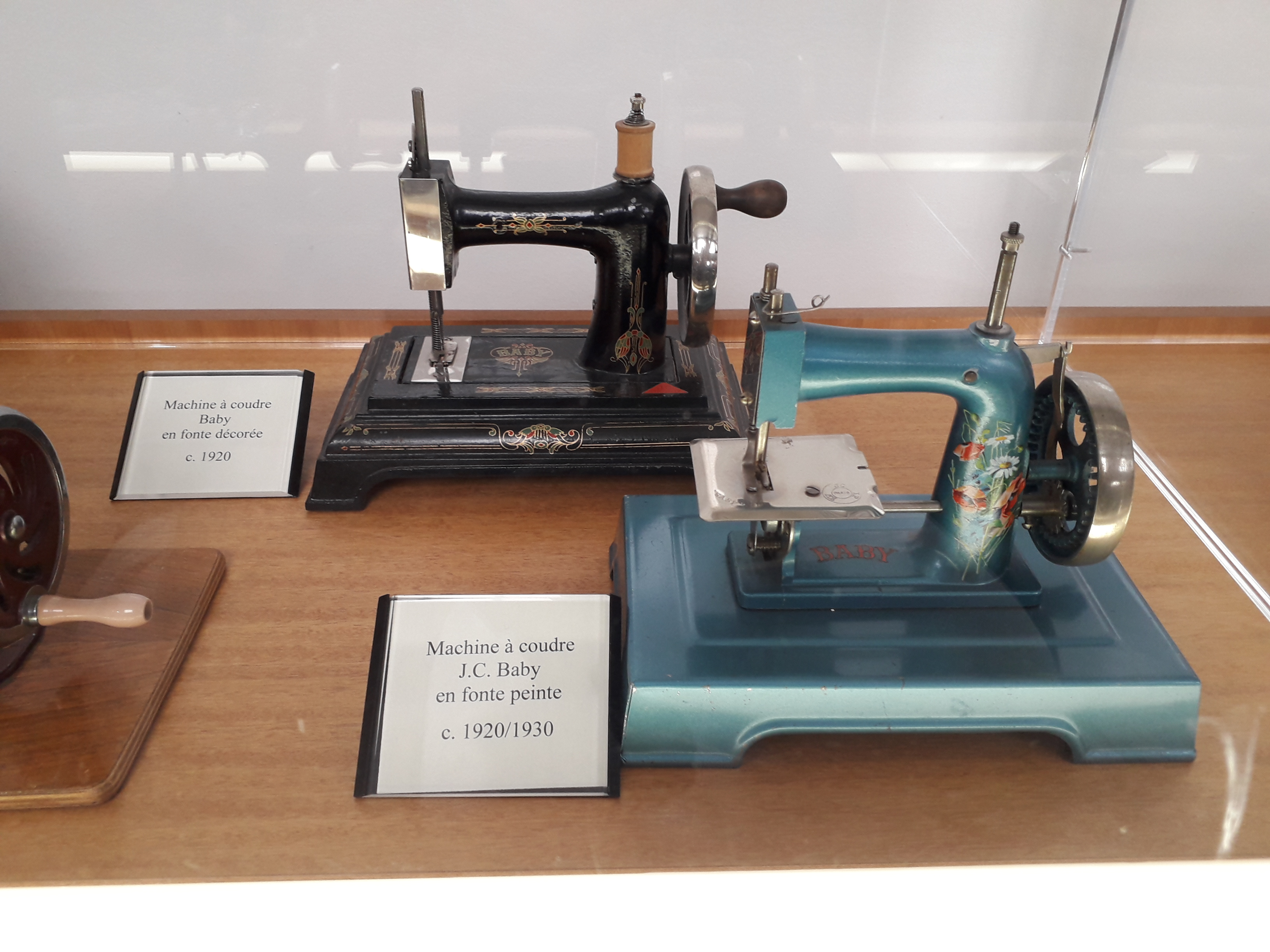
Machines à coudre Baby en fonte peinte, 1920-1930.
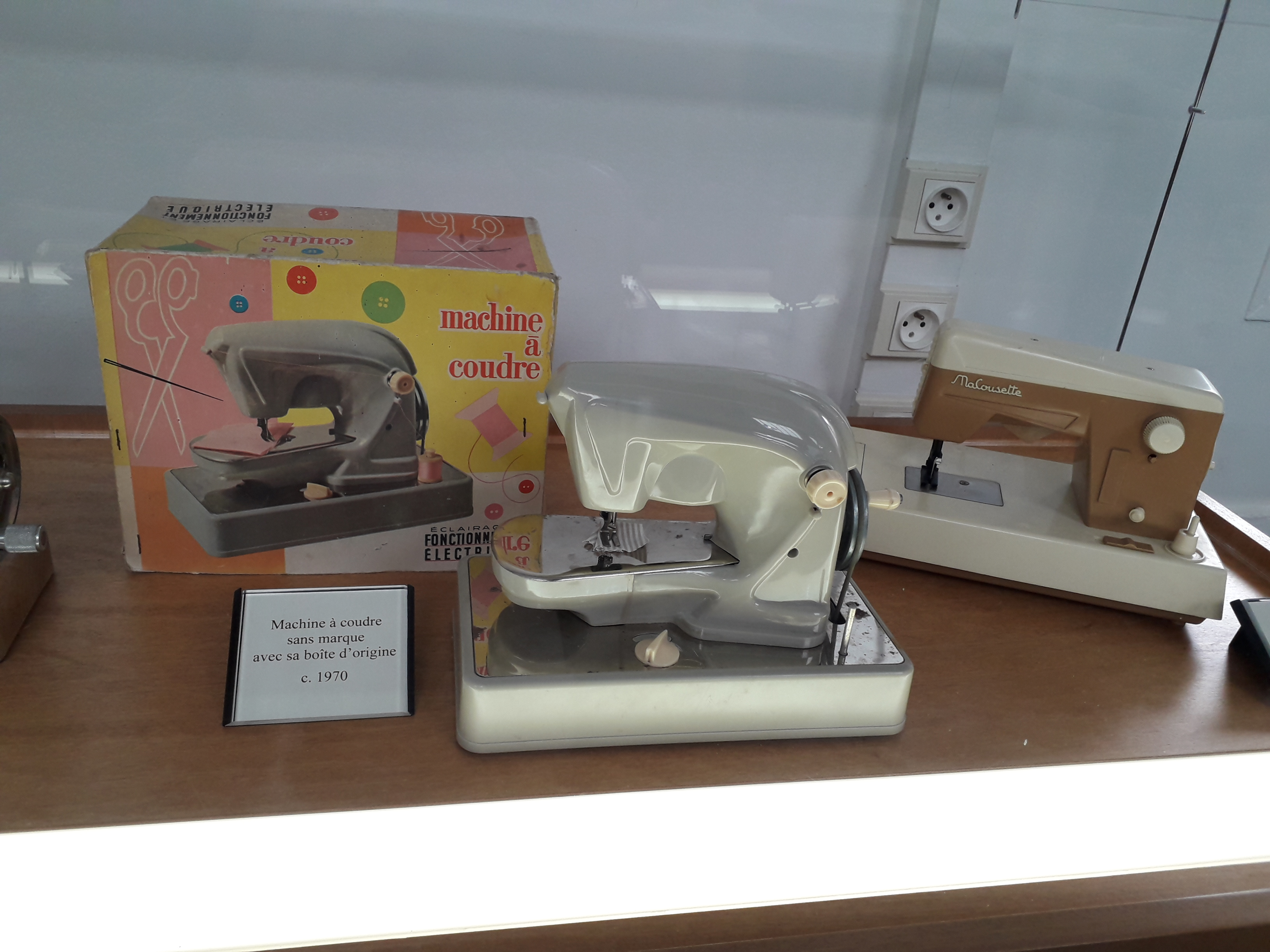
Machine à coudre sans marque, autour de 1970, et machine Ma cousette, années 1960.
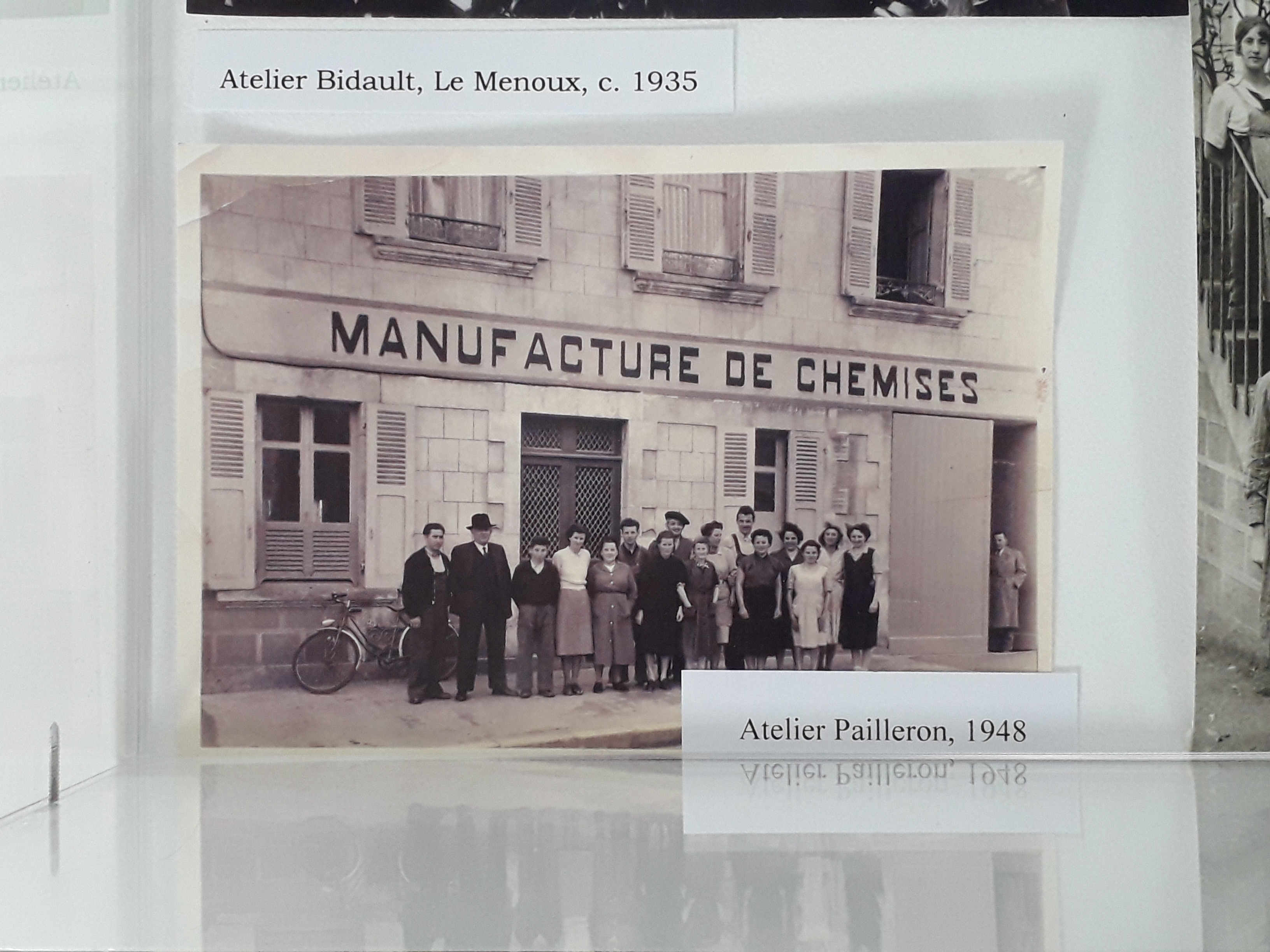
Photographie des ouvrières et ouvriers de la manufacture de chemises de l'atelier Pailleron en 1948.
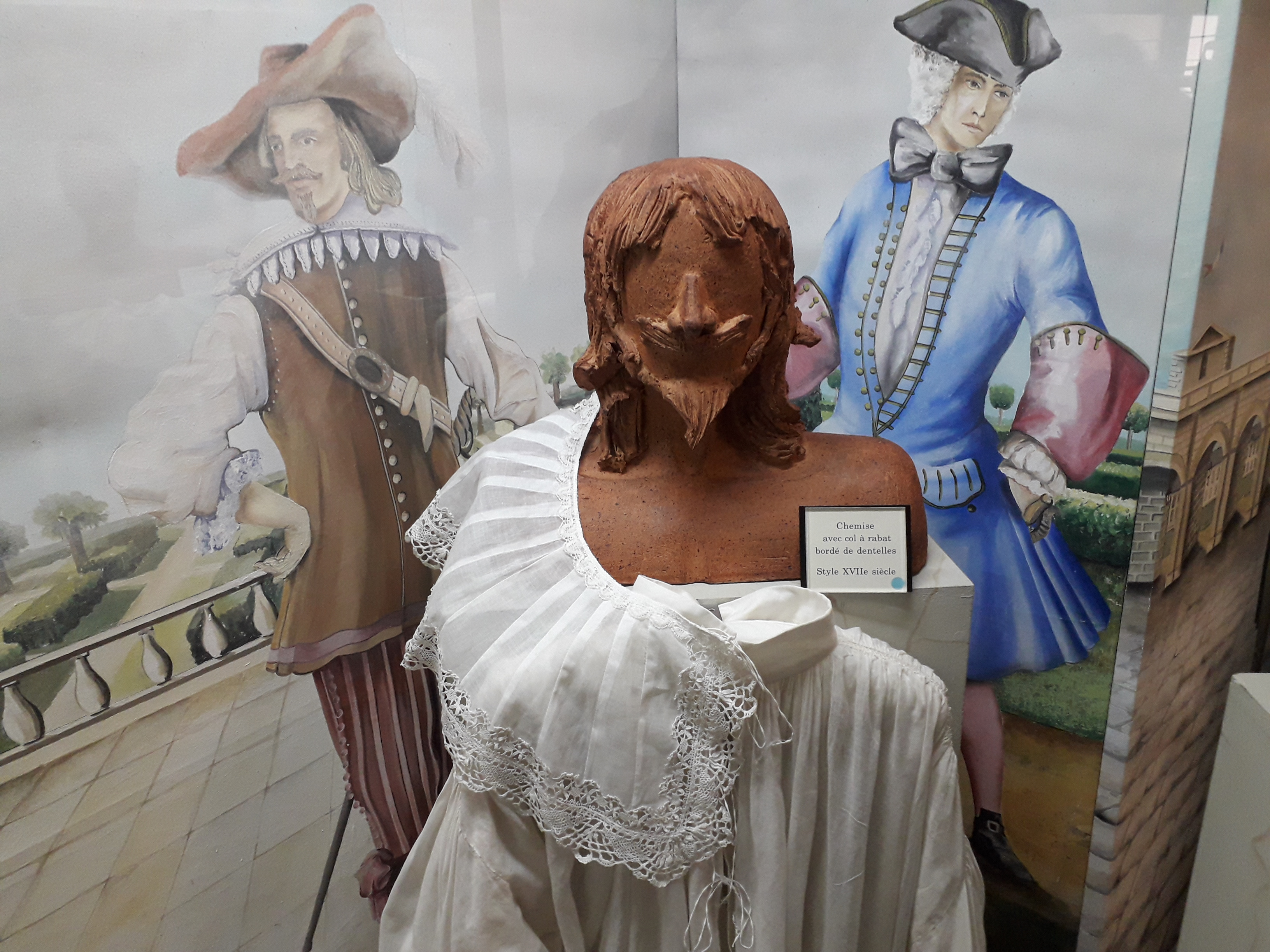
Chemise du XVIIe siècle ornementée de dentelles.
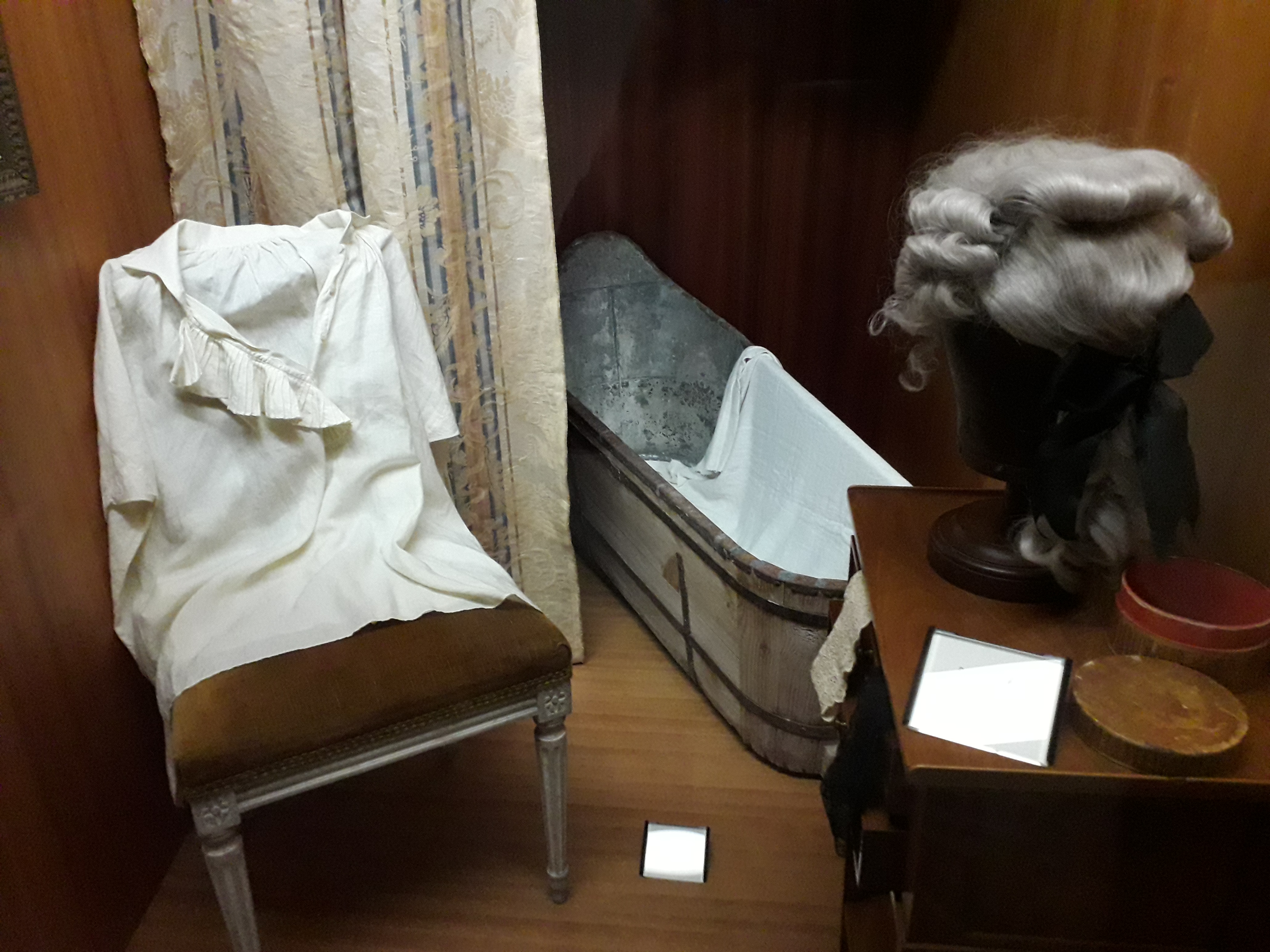
Chemise, perruque et baignoire, France, style du XVIe  au  XVIIIe siècle.
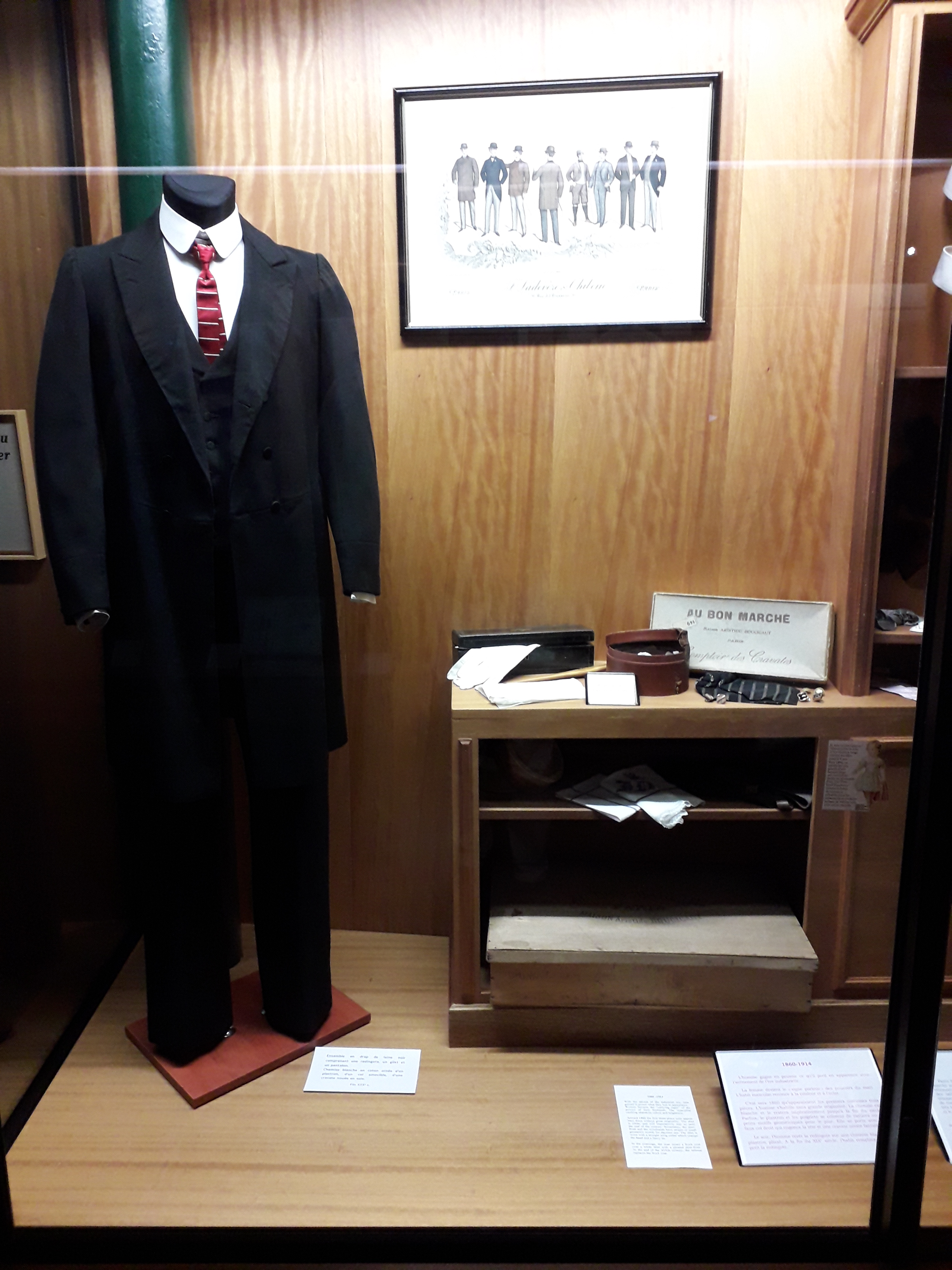
Costume masculin de la fin du XIXe siècle.
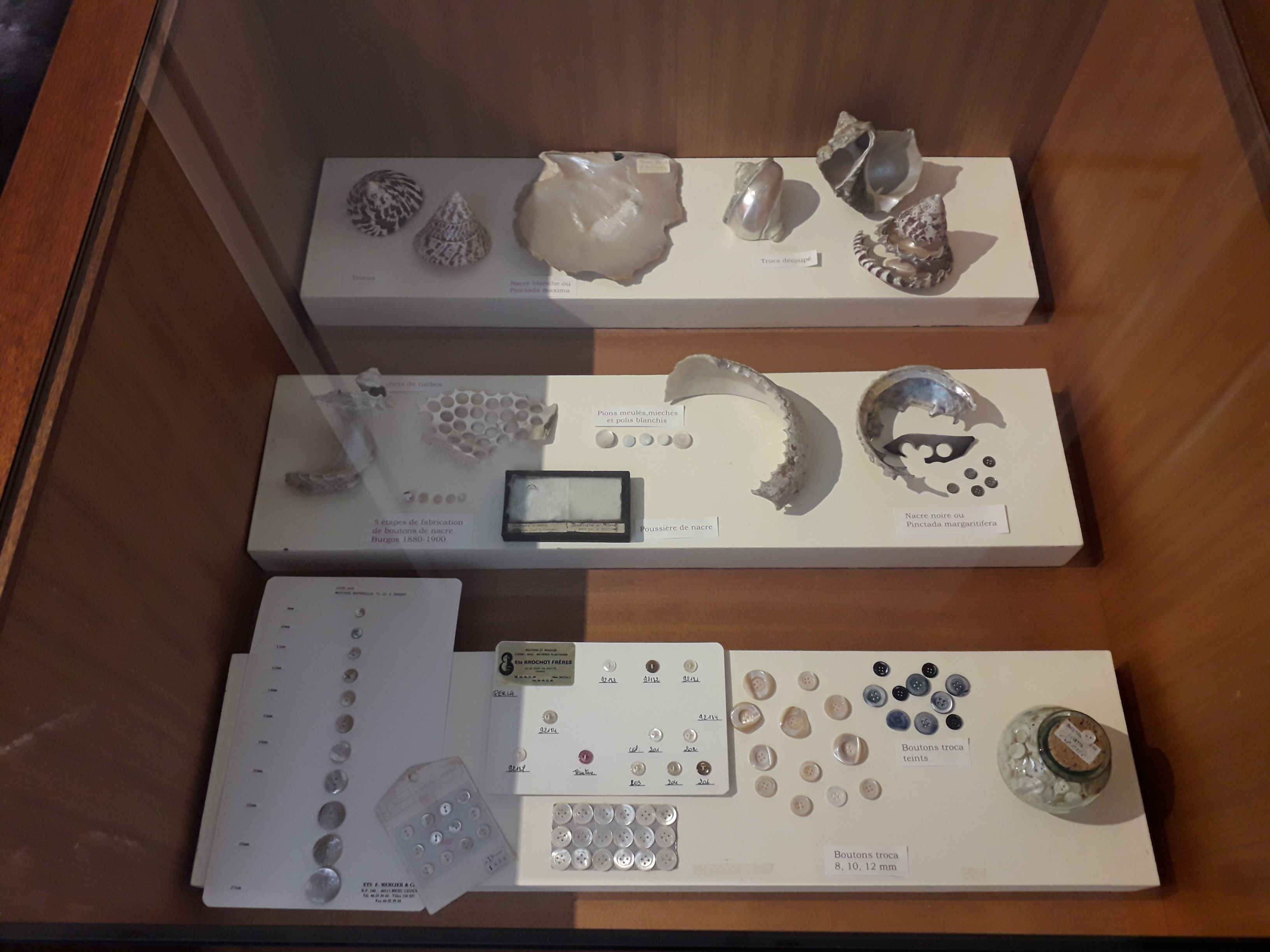
Pions et boutons de chemises en nacre et coquillages dont la nacre est extraite.

## Activités du musée

### Expositions
L'exposition permanente est renouvelée régulièrement à l'aide des objets des réserves du musée, en partie pour ne pas risquer d'abîmer les collections par une exposition trop prolongée à la lumière.
Le musée organise également des expositions temporaires. La liste qui suit n'est pas exhaustive.
Ces expositions peuvent mettre en valeur le travail d'artistes actuelles. En octobre-décembre 2023, l'exposition Artextures présente les œuvres de 27 plasticiens français et étrangers. En juillet 2023, à la suite d'un stage au musée, Albane Mauberquez, étudiante aux Beaux-arts de Bruxelles, confectionne et présente un travail de broderie sur chemise inspiré par les collections du musée.

### Autres activités
Le musée de la chemiserie organise régulièrement des animations et activités à destination d'un jeune public et de groupes scolaires,. Des ateliers de loisirs créatifs textiles sont proposés pendant les vacances scolaires. À partir de 2022, le musée propose aussi ses activités aux jeunes du centre d'accueil de loisir durant l'été. Des escape games sont l'occasion de visiter le musée différemment, sur des thèmes comme Le Monde est Stones (sur les Rolling Stones) à l'été 2022 ou Panique au musée, le gardien a disparu ! à l'été 2023
Le musée travaille aussi avec des universitaires et des laboratoires de recherche. Dès juin 1993, il accueille un colloque La Révolution des aiguilles. Habiller les Français et les Américains, XIXe – XXe siècles en partenariat avec l'EHESS. Il accueille en 2011 des colloques organisés par l'Association d'écologie industrielle. Le musée accueille parfois des étudiantes en sciences humaines le temps de stages de recherche. Le musée apporte son soutien aux projets de recherche visant à recueillir la mémoire ouvrière de l'industrie textile à Argenton-sur-Creuse et dans la région, comme le projet VIVAMEMORI mené par les universités d'Orléans et de Tours de 2018 à 2022,,,.
D'autres partenaires du musée sont associatifs. Le musée est le siège social de l'association Costumes en Berry et ailleurs — étude et valorisation du patrimoine vestimentaire populaire, fondée en 2022,. Depuis 2002, il accueille le club de patchwork local, créé au lycée professionnel Châteauneuf en 1997,. Le musée héberge chaque année une exposition des travaux des clubs de photographie des environs. En octobre 2022, le musée organise un colloque intitulé D'Hier et d'aujourd'hui… des vies de vêtement.
Le musée travaille également avec des entreprises. À partir de 2001, la marque Lordson, portée par l'entreprise Confection Boischaut-Nord d'Écueillé qui produit ses chemises en France, s'installe chaque année quelques jours au musée pour des ventes à prix d'usine.
Le musée de la chemiserie organise des Journées d'art et d'artisanat textile, lancées en 2004 et qui ont lieu chaque année. Pendant deux jours, le musée accueille créateurs et créatrices, artisans et associations, et organise des ateliers.
En outre, le musée prend part chaque année aux journées européennes du patrimoine, à la Nuit européenne des musées et à l'œuvre d'art collective La Grande Lessive.

### Fréquentation
Le musée est ouvert la plus grande partie de l'année, avec des horaires élargis en juillet-août pendant la saison touristique. La période de fermeture hivernale s'étend du 24 décembre jusqu'à la mi-février. Les statistiques sur la fréquentation annuelle du musée proviennent des chiffres fournis par le ministère de la Culture.
Comme tous les musées du pays, le musée de la chemiserie et de l'élégance masculine est affecté par les périodes de confinement dues à la pandémie de Covid-19 en France en 2020 puis en 2021 ; l'année 2022 voit la réouverture totale des musées. Cependant, les petits musées locaux sont moins affectés par ces restrictions que les grandes structures (notamment parisiennes) qui dépendent davantage du tourisme international. Dans ce contexte, le musée de la chemiserie observe une hausse de fréquentation notable dès l'été 2020, avec plus de 930 visites à l'été 2020 contre à peine 600 les deux étés précédents ; les visiteurs proviennent du département et de la région. La directrice suppose que c'est un effet des précautions sanitaires toujours importantes à ce moment-là, qui impliquent de faire du tourisme près de chez soi. Malgré une fréquentation doublée en juillet par rapport à l'année précédente et un automne convenable, le second semestre 2020 ne permet pas de combler le déficit du premier, en partie à cause de la conjoncture sanitaire toujours délicate. Dès 2021, un net regain de tourisme s'observe au musée comme dans toute la région, avec une augmentation des visites de 14 % en 2021 par rapport à 2019.

### Association des amis du musée
L'Association des amis du musée de la chemiserie, créée en 1981, soutient financièrement le musée. Le paiement d'une cotisation annuelle ouvre droit à l'entrée gratuite au musée, à des invitations aux vernissages des expositions et à la participation aux activités du musée. L'association est reconnue d'utilité publique fin 2015.

### Publications du musée
Le musée publie régulièrement des catalogues de ses expositions temporaires et des actes de colloques.